# Динара
Ди́нара (хорв. Dinara) — гора в Хорватии и Боснии и Герцеговины высотой 1913 м (пик Троглав), часть Динарского нагорья. Пик Синьял с высотой 1831 м — самый высокий хорватский пик. Расположена на границе между Хорватией и Боснией и Герцеговиной в Далмации недалеко от города Книн. У подножия горы в непосредственной её близи расположен населённый пункт Кийево, из которого открывается впечатляющая панорама на всю гору. Динара является одной из многочисленных вершин Динарского нагорья, однако заметно выделяется из окружающего ландшафта. Растительность на горе скудная, деревьев нет. Восхождение на гору благодаря пологости её склонов не является сложным, и Динара нередко становится объектом походов и экскурсий из близлежащих населённых пунктов.

## Этимология
Её латинское имя Адриан Орос производно от названия древнего иллирийского племени, которые жили на восточных склонах горы.

## Галерея

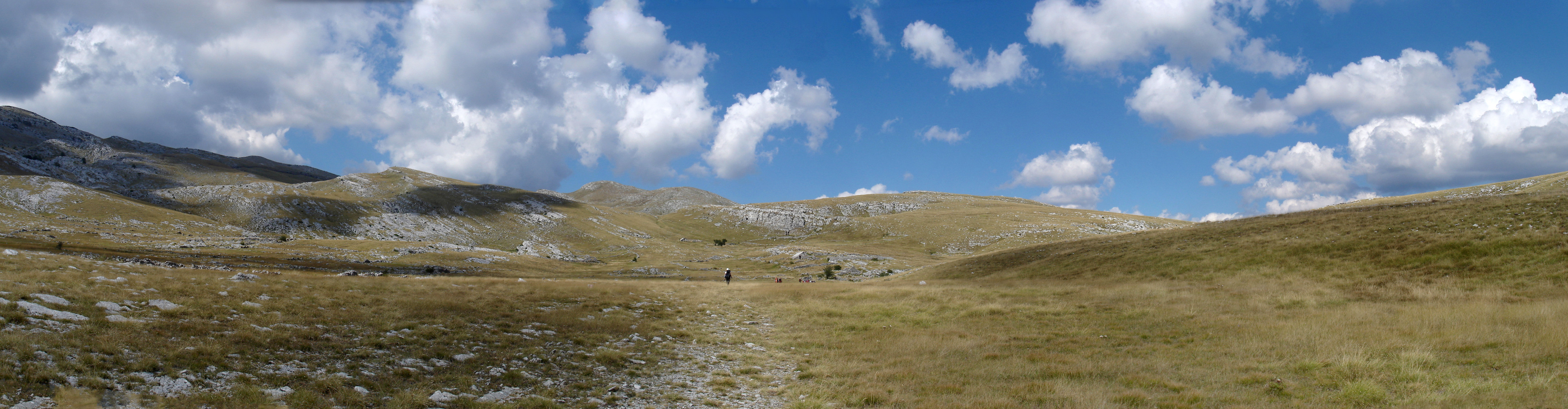
Начало тропы возле Главаша, Хорватия

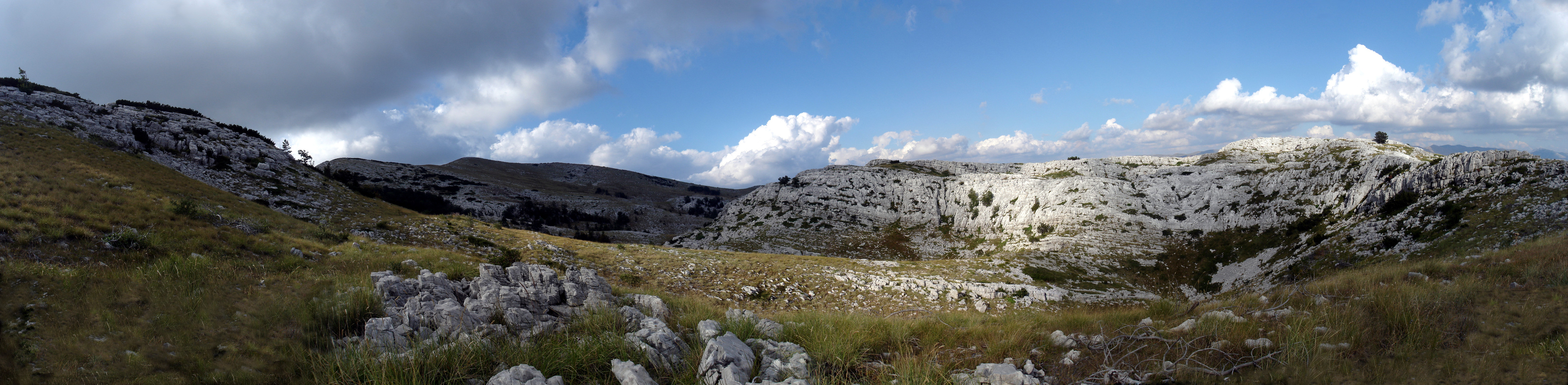
Динаровы высоты.

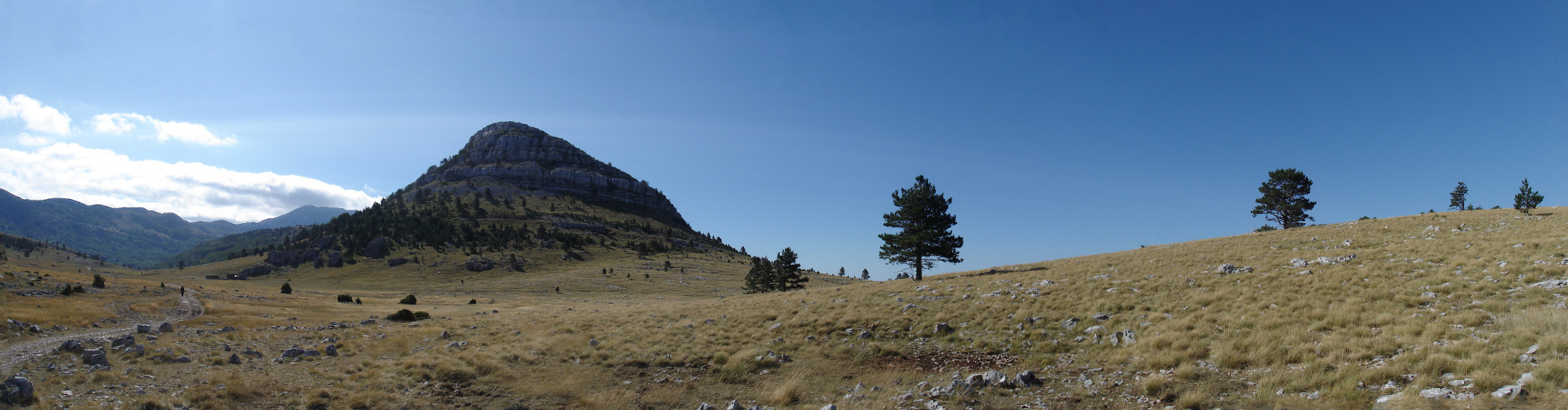
Виды на дорогу, ведущую к горному домику Брезовац.